# Стецовка (Звенигородский район)
Стецо́вка (укр. Стецівка) — село в Звенигородском районе Черкасской области Украины, на реке Шполка.
Почтовый индекс — 20246. Телефонный код — 4740.

## Население
Население по переписи 2001 года составляло 1953 человека.

### Языковой состав
Родной язык населения по данным переписи 2001 года:
| Язык       | Численность, чел. | Доля     |
| ---------- | ----------------- | -------- |
| Украинский | 1 936             | 99,13 %  |
| Другое     | 17                | 0,87 %   |
| Итого      | 1 953             | 100,00 % |

## Местный совет
20246, Черкасская обл., Звенигородский р-н, с. Стецовка.